# Rowan Liburd
Rowan Anthony Liburd (Croydon, Inglaterra, Reino Unido, 28 de agosto de 1992) es un futbolista inglés que juega como delantero en el Cheshunt de la National League de Inglaterra. Nacido en Inglaterra, es internacional con la selección de fútbol de San Cristóbal y Nieves.

## Carrera

### Universidad
Liburd pasó cuatro años en la Universidad de Thomas en Thomasville, Georgia con una beca de fútbol, donde ganó varios premios, incluido el Jugador del año de la Sun Conference.

### Clubes
Al regresar al Reino Unido, Liburd fichó por el Billericay Town de la Isthmian League. En julio de 2015, Liburd firmó un contrato de dos años con el Reading del EFL Championship después de haber impresionado anotando un doblete en una victoria amistosa por 7-0 sobre Beaconsfield SYCOB durante la pretemporada.
Liburd hizo su debut con el Reading en su derrota por 2-0 en el EFL Championship ante Cardiff City el 7 de noviembre de 2015, sustituyendo a Ola John en el minuto 63.
El 4 de marzo de 2016, Liburd se unió a Wycombe Wanderers en un contrato de préstamo inicial de un mes. Hizo su debut con Wycombe contra Newport County en la derrota de Wycombe por 1-0 el 5 de marzo de 2015, casi anotando el empate. La cesión de Liburd se prorrogó hasta el final de la temporada el 7 de abril.
El 4 de julio de 2016, Liburd se unió a Stevenage por una tarifa no revelada. Marcó sus primeros goles con el Stevenage cuando anotó dos veces en una eliminatoria del Trofeo EFL contra el Southend United el 8 de noviembre de 2016.
El 31 de enero de 2017 fichó cedido por el Leyton Orient hasta final de temporada. Antes de préstamos posteriores con Hemel Hempstead Town y Guiseley . En diciembre de 2017, Guiseley fichó a Liburd de forma permanente.
Liburd fichó por el club Hereford de National League North el 28 de marzo de 2019.
El 14 de diciembre de 2019, Liburd se unió a Dartford con un préstamo de un mes inicial.
Después de ser liberado por Hereford, Liburd fichó por el club Welling United de la National League South el 13 de septiembre de 2020.
Liburd fichó por el Cheshunt de la Isthmian Premier League cedido por el Billericay Town en noviembre de 2021. Hizo su debut con el club el 20 de noviembre de 2021 en una victoria por 2-1 ante el eventual Champions Worthing . Marcó los dos goles. Después de anotar 14 goles en 15 juegos, Cheshunt compró Liburd de Billericay por una tarifa no revelada el 27 de febrero de 2022, luego de que expirara su préstamo. Marcó en su debut el mismo día, en casa ante el Kingstonian . Liburd anotó 19 goles en todas las competiciones para Cheshunt durante la temporada 21/22, ayudándolos a ganar la Copa Senior de Hertfordshire por primera vez en su historia y ascendiendo a través de los playoffs a la National League South.

### Selección nacional
El 23 de marzo de 2019, fue convocado a la selección de San Cristóbal y Nieves para el partido de clasificación de la Liga de Naciones de CONCACAF contra Surinam en el que fue titular.

## Estadísticas
| Club                         | Temporada | Liga                  | Liga     | Liga  | FA Cup   | FA Cup | League Cup | League Cup | Otro     | Otro  | Total    | Total |
| Club                         | Temporada | División              | Partidos | Goles | Partidos | Goles  | Partidos   | Goles      | Partidos | Goles | Partidos | Goles |
| ---------------------------- | --------- | --------------------- | -------- | ----- | -------- | ------ | ---------- | ---------- | -------- | ----- | -------- | ----- |
| Billericay Town              | 2014–15   | Isthmian League       | 30       | 22    | 0        | 0      | 0          | 0          | 0        | 0     | 30       | 22    |
| Reading                      | 2015–16   | Championship          | 3        | 0     | 0        | 0      | 0          | 0          | 0        | 0     | 3        | 0     |
| Wycombe Wanderers (préstamo) | 2015–16   | League Two            | 10       | 0     | 0        | 0      | 0          | 0          | 0        | 0     | 10       | 0     |
| Stevenage                    | 2016–17   | League Two            | 13       | 1     | 1        | 0      | 2          | 0          | 2        | 2     | 18       | 3     |
| Leyton Orient (préstamo)     | 2016–17   | League Two            | 8        | 0     | —        | —      | —          | —          | —        | —     | 8        | 0     |
| Hemel Hempstead (préstamo)   | 2017–18   | National League South | 7        | 4     | 0        | 0      | —          | —          | 0        | 0     | 7        | 4     |
| Guiseley (préstamo)          | 2017–18   | National League       | 6        | 3     | 0        | 0      | —          | —          | 1        | 1     | 7        | 4     |
| Guiseley                     | 2017–18   | National League       | 22       | 4     | 0        | 0      | —          | —          | 0        | 0     | 22       | 4     |
| Guiseley                     | 2018–19   | National League       | 0        | 0     | 2        | 0      | —          | —          | 0        | 0     | 2        | 0     |
| Total                        | Total     | Total                 | 99       | 34    | 3        | 0      | 2          | 0          | 3        | 3     | 107      | 37    |

### Goles internacionales
| N.º | Fecha                   | Lugar                                             | Adversario       | Gol  | Resultado | Competencia                         |
| --- | ----------------------- | ------------------------------------------------- | ---------------- | ---- | --------- | ----------------------------------- |
| 1.  | 8 de septiembre de 2019 | Parque Warner, Basseterre, San Cristóbal y Nieves | Guayana Francesa | 2 –2 | 2–2       | 2019-20 CONCACAF Liga de Naciones B |
| 2.  | 10 de octubre de 2019   | Estadio Isidoro Beaton, Belmopán, Belice          | Belice           | 2 –0 | 4–0       | 2019-20 CONCACAF Liga de Naciones B |
| 3.  | 10 de octubre de 2019   | Estadio Isidoro Beaton, Belmopán, Belice          | Belice           | 3 –0 | 4–0       | 2019-20 CONCACAF Liga de Naciones B |
| 4.  | 10 de octubre de 2019   | Estadio Isidoro Beaton, Belmopán, Belice          | Belice           | 4 –0 | 4–0       | 2019-20 CONCACAF Liga de Naciones B |